# Bhagyaswori
Bhagyaswori (nep. भाग्येश्वर) – gaun wikas samiti w zachodniej części Nepalu w strefie Seti w dystrykcie Achham. Według nepalskiego spisu powszechnego z 2011 roku liczył on 243 gospodarstwa domowe i 1091 mieszkańców (630 kobiet i 461 mężczyzn).